# Getto w Białej Podlaskiej

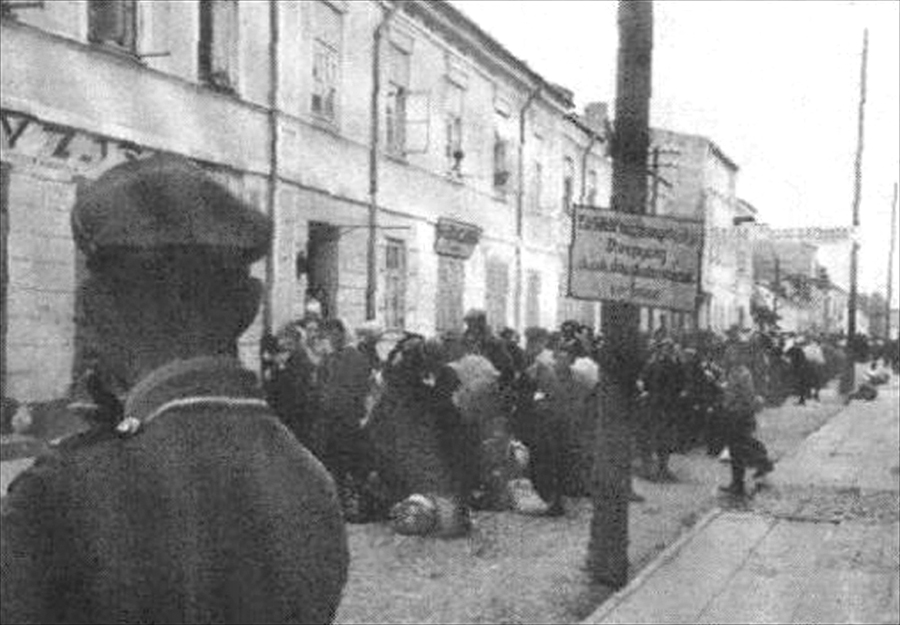
Likwidacja getta w Białej Podlaskiej, 1942

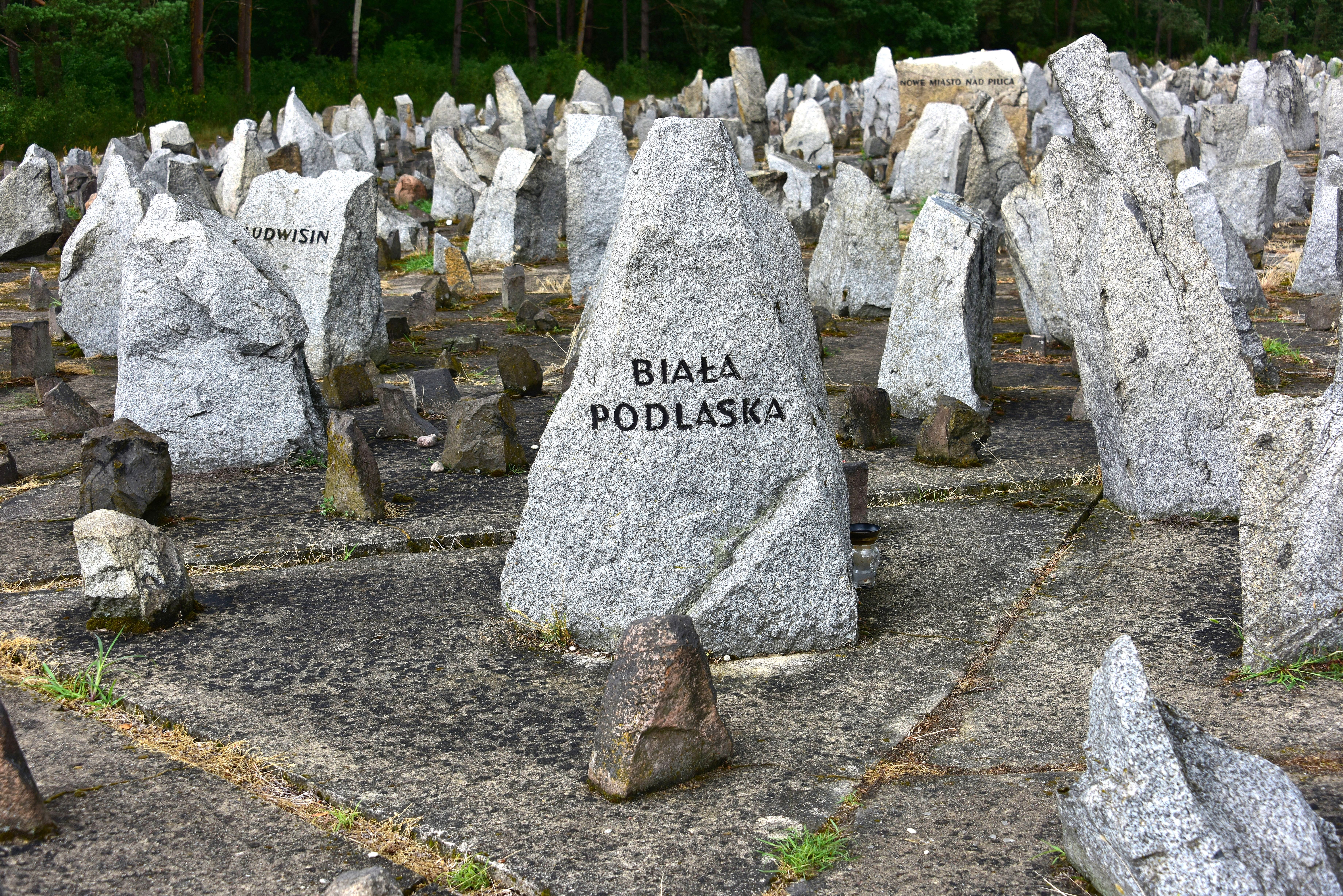
Pomnik Ofiar Obozu Zagłady w Treblince. Kamień upamiętniający Żydów z Białej Podlskiej

Getto w Białej Podlaskiej – żydowskie getto utworzone przez Niemców w marcu 1941 roku w Białej Podlaskiej. Znajdowało się w obrębie ulic Grabanowskiej (obecnie Moniuszki), Prostej, Sadowej i Janowskiej.

## Historia
Getto utworzono w marcu 1941 roku, choć pomysł stworzenia żydowskiego osiedla istniał już wcześniej. Zgromadzono w nim ok. 8400 Żydów z miasta i powiatu bialskiego. Żydzi wykorzystywani byli do budowy nowych ulic w mieście, a także do budowy lotniska w Małaszewiczach. W getcie panowały straszne warunki, przez co szerzyło się wiele chorób, m.in. dur brzuszny i tyfus plamisty, które najwięcej ofiar pochłonęły na wiosnę 1942 roku. Od czerwca do sierpnia 1942 w czterech egzekucjach, w lesie Grabarka, Gestapo rozstrzelało ok. 800 Żydów. Ciała pogrzebano na miejscu egzekucji.
Getto rozpoczęto likwidować 10 czerwca 1942 roku. Wówczas grupę ok. 3000 Żydów hitlerowcy wywieźli do obozu zagłady w Sobiborze. W kolejnych miesiącach do Białej sprowadzono Żydów z innych likwidowanych gett z powiatu, m.in. z Podedworza, Janowa Podlaskiego i Konstantynowa.
Ostateczna likwidacja getta rozpoczęła się we wrześniu 1942 (trwała do 30 września 1942 r.). Wtedy zamordowano w Białej ok. 3600 Żydów. Pozostałych (ok. 6000 osób) przetransportowano i przepędzono pieszo do Międzyrzeca Podlaskiego. Stamtąd zostali wywiezieni do obozu zagłady w Treblince. Ostatni wywóz Żydów z Białej miał miejsce w lipcu 1943. Zginęło wówczas 5424 Żydów z miasta i powiatu, a około 30 udało się uciec z transportu.

## Upamiętnienie
- Żydzi z Białej Podlaskiej zostali upamiętnieni jednym z kamieni z nazwą miasta, stanowiącym element pomnika Ofiar Obozu Zagłady w Treblince[1].